# Michael Rohde
Michael "Mikkel" Laurits Rohde (født 3. marts 1894 i København, død 5. februar 1979 i København) var en dansk fodboldspiller.

## Fodboldkarriere
I sin aktive fodboldkarriere spillede Rohde først i Boldklubben Lydia, hvorefter han kom til B.93 i 1911. Fra 1915 var han innerwing på klubbens førstehold, hvor han spillede 252 kampe og scorede 254 mål i perioden 1915-1933. Han var således med på det hold, som vandt det første DM til klubben 1916, og var ligeledes med til at vinde DM tre gange senere: 1927, 1929 og 1930. I 1928 kunne det være blevet til ét mere, men ingen mester blev kåret dette år, da tre klubber – B.93, Frem og B 1903 – alle havde 6 point ved sæsonafslutningen, og da der ikke fandtes en regel for, hvordan pointlighed skulle håndteres. 
Rohde debuterede på landsholdet i en venskabskamp mod Norge 19. september 1915 i Idrætsparken, som Danmark vandt 8-1. Han deltog ved OL i Antwerpen og blev den syvende 25-landskampsjubilar 19. september 1926 i en kamp mod Norge i Kristiania. Det blev til i alt 40 landskampe. Antallet af landskampe kunne være blevet endnu større, idet han måtte melde afbud til tolv landskampe på grund af sit arbejde og derudover var ude i to omgange på grund af et brækket ben. Sin sidste landskamp spillede han 27. september 1931 i en venskabskamp mod Tyskland på Hindenburg-Stadion i Hannover, hvor Danmark tabte 4-2. Han scorede 22 landskampmål, de fleste i 1916, hvor han bl.a. i Danmarks 8-0 sejr over Norge scorede 3 mål. Han var anfører i to landskampe i 1929 – et 2-3 nederlag til Sverige i Göteborg 16. juni og et 2-5 nederlag til Norge i Idrætsparken 23. juni. 
Om sine år som fodboldspiller skrev han i 1931 bogen Tyve år på holdet. 
Rohde havde en rolle som "dansk landsholdsspiller" i Per-Axel Branners svenske spillefilm Hans livs match (1932)  
Efter sin aktive fodboldkarriere var Rohde ungdomstræner i B.93 i 47 år.

## Æresbevisninger
- J.L. Nathansens Mindepokal (1926)[1]
- Æresmedlem af B.93 (1948)[1]
- DBU's Sølvnål (1953)[1]
- DIF's Ærestegn (1960)[1]
- "Århundredets B.93'er" (2000)[1]

## Privatliv
Han blev født 3. marts 1894 i Sankt Stefans sogn som søn af garversvend Laurits Ludvig Axel Rohde (født 1852 i Helsingør - død 1908) og Christiane, født Petersen (født 1853 i Roskilde - død 1913). Han havde en ældre søster, Olga Dorthea (født 26. november 1888), og en ældre bror, Knud Palle Ferdinand (født 25. november 1889).
Familien boede i Prinsesse Charlottesgade på Nørrebro - de første år i nr. 41 og fra 1903 i nr. 57, hvor han efter moderens død i 1913 blev boende sammen med sin søster i mere end 20 år.  
I en stor del af sit arbejdsliv var han overassistent hos Burmeister og Wain.
I sine sidste knapt 40 år boede han i Hesseløgade 4 på Østerbro - kun få hundrede meter fra Idrætsparken, Østerbro Stadion og B.93 i Per Henrik Lings Allé.
Han døde 5. februar 1979 på Rigshospitalet.